# Ocelová horská dráha

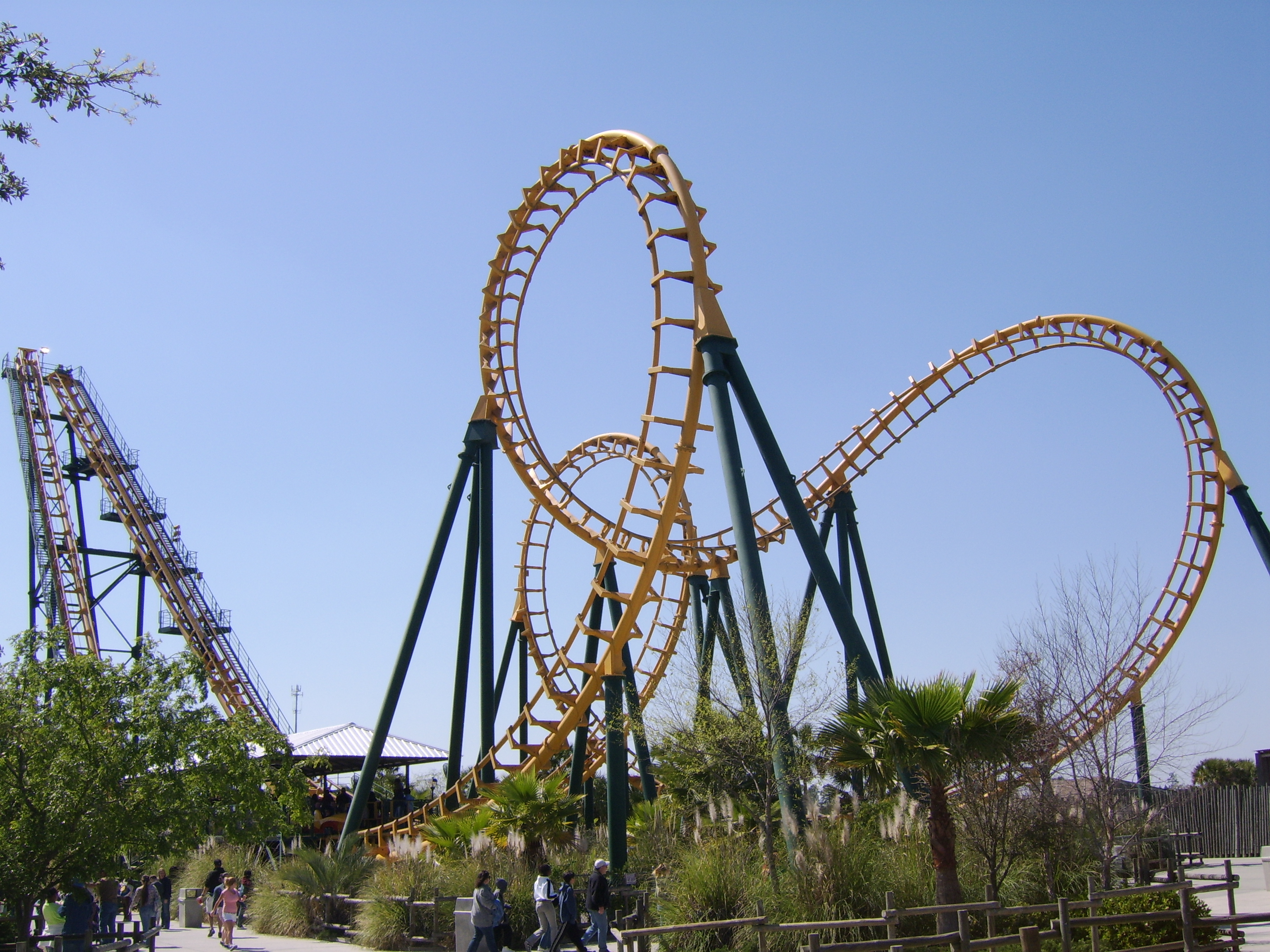
Ocelová horská dráha Vekoma Boomerang v parku Wild Adventures

Ocelová horská dráha je modernější a zároveň častější forma horské dráhy. Jak název napovídá, hlavním a někdy jediným konstrukčním prvkem je ocel.

## Historie
První ocelovou horskou dráhou byl Matterhorn Bobsleds v parku Disneyland, představenou roku 1959. První ocelovou horskou dráhou v současném stylu, která jako první uvedla inverzní prvky, byl Corkscrew navržený firmou Arrow Dynamics of Utah a představenou v roce 1975 v parku Knott's Berry Farm v Buena Parku v Kalifornii v USA.
Použití oceli umožní designérům větší paletu možných prvků – smyčky (loopingy), vřetena (corksrews) a další inverze. Není výjimkou ani jízda vozíků v protisměru, kdy např. souprava absolvuje tutéž dráhu dvakrát – jednou popředu, pak pozadu.

## Dráhy v Česku
Jedinou horskou dráhou na území Česka byla ocelová horská dráha s názvem Cyklon v zábavním parku na Výstavišti v Praze-Bubenči. V provozu byla v letech 1974 až 2018.

## Některé dráhy ve světě
- Great American Scream Machine,  bývalá dráha v zábavním parku Six Flags Great Adventure ve městě Jackson v New Jersey (USA)
- Helix v göteborském zábavním parku Liseberg ve Švédsku
- Kingda Ka v zábavním parku Six Flags Great Adventure ve městě Jackson v New Jersey, (USA)
- Millennium Force v zábavním parku Cedar Point v Sandusky, Ohio, (USA)
- Ring°racer, bývalá dráha, umístěná u okruhu Formule 1 v německém Nürburgringu
- Top Thrill Dragster, bývalá dráha v zábavním parku Cedar Point ve městě Sandusky, Ohio (USA)